# Roraimaea
Roraimaea är ett släkte av gentianaväxter. Roraimaea ingår i familjen gentianaväxter.
Kladogram enligt Catalogue of Life:
| Roraimaea | \| \| Roraimaea aurantiaca \| \| \| \| \| \| Roraimaea coccinea \| \| \| \| |
|           | \| \| Roraimaea aurantiaca \| \| \| \| \| \| Roraimaea coccinea \| \| \| \| |
|           | Roraimaea aurantiaca                                                        |
|           |                                                                             |
|           | Roraimaea coccinea                                                          |
|           |                                                                             |